# Kraenzlinella hintonii
Kraenzlinella hintonii es una especie que pertenece a la familia Orchidaceae; es el nombre propuesto para la especie que anteriormente era conocida como Pleurothallis hintonii.

## Clasificación y descripción
Esta planta herbácea puede crecer sobre las rocas (rupícola) o en los árboles (epífita) cortamente rizomatosa, un rizoma es un tallo subterráneo con varias yemas que crecen de forma horizontal emitiendo raíces y brotes herbáceos de sus nudos. Esta planta puede llegar a medir 20 cm de alto. Sus raíces son de 0,6-0,8 mm diámetro. Posee tallos que miden 5-8 mm largo, cubiertos por vainas tubulares. Sus hojas tienen forma de hoz, sésiles. Las flores se encentaran en inflorescencia apical, en forma de racimo (racemosa), mide hasta 17 cm largo, hasta con 12 flores, 3-6 abriendo a la vez; su pedúnculo es más largo que la hoja, morado-rojizo, provisto de 2 brácteas. Brácteas florales de 3,5-5 mm largo. Ovario 2-2,8 mm largo. Las flores miden 9 mm alto, 7-9 mm largo y ancho; los sépalos son de color amarillo-anaranjados, rayados de púrpura; los pétalos son de  blanquecino-traslúcidos, rayados de púrpura; labelo amarillo con manchas rojas; columna verde con manchas púrpuras. Con sépalos pubescentes en el exterior; sépalo dorsal libre; sépalos laterales fusionados en 1/3 de su longitud.

## Distribución y ambiente
Esta especie es una hierba perenne, de vida relativamente larga, epífita, con crecimiento simpodial.
Las flores de esta especie aparecen de noviembre a abril y tienen una longevidad de tres meses. La maduración de los frutos ocurre en mayo. La morfología de las flores sugiere un sistema de polinización por engaño. No se conocen los polinizadores de la especie, pero posiblemente sean moscas pequeñas. La especie es autocompatible. En plantas cultivadas se ha observado el desarrollo de frutos, por lo que es fácil obtener semillas.
Se trata de una especie endémica de México, se tienen registros de esta especie en Oaxaca, en la Sierra Sur. Sin datos precisos para georreferenciarla. En Guerrero, en la Sierra sur México; en Cruz de Ocote. 
Las principales amenazas para la especie son la quema de su hábitat aunado a los efectos del cambio climático global, la extracción de leña para ser usada como combustible por la población local, así como la venta de plantas extraídas de su hábitat.

## Estado de conservación
No existe comercio internacional para plantas de esta especie, tampoco existe información sobre comercio internacional lícito para la especie; fuera de México es prácticamente desconocida. Es probable que no se cultive más debido a que se ignora su existencia. Tampoco se conocen usos tradicionales de la especie. Existe un comercio de baja escala que una vez al año puede realizarse en Cuernavaca. Esta actividad se lleva a cabo por vendedores de Chilapa, Guerrero, pero se desconoce la procedencia específica de las plantas. En Cuernavaca es posible adquirir plantas de la especie durante la exposición de orquídeas que año con año se realiza en esta ciudad. Esta especie tiene una categoría sujeta a Protección Especial (PR) según la NOM-059-ECOL-2010.
La conservación in situ de la especie es posible siempre y cuando se garantice la protección de su hábitat. La especie crece en la región prioritaria de las Sierras del sur de Guerrero, sin embargo, el hábitat en la única población conocida, en Cruz de Ocote, no está incluida dentro de alguna área natural protegida. No se conoce el estado actual del hábitat y de la población en esta localidad.